# Ruth Bradley
Sharon Ruth Bradley (Dublín, Irlanda, 24 de enero de 1987). más conocida como Ruth Bradley, es una actriz irlandesa conocida por interpretar a la detective Karen Voss en la serie de televisión Humans.

## Biografía
Hija de la actriz Charlotte Bradley, su hermana es la actriz Roisin Murphy.
Desde inicios del 2011 sale con el actor inglés Richard Coyle.

## Carrera
En el 2006 apareció en la miniserie Stardust donde dio vida a Antoinette Keegan. La miniserie está basada en la verdadera historia del incendio producido en la disco de Stardust en el norte de Dublín en 1981 que le costó la vida a 48 personas. También interpretó a Laura, la novia del soldado William Jensen (Philip Winchester) en la película Flyboys.
Ese mismo año se unió al elenco de la serie Legend donde interpretó a Jacinta, la exnovia de Willy (Allen Leech).
En el 2009 interpretó a la diseñadora gráfica Laura en varios episodios de la serie Plus One.
Ese mismo año apareció en la película In Her Skin donde dio vida a la asesina Caroline Reid Robertson. La película estuvo basada en la verdadera historia de Rachel Barber, una adolescente australiana que se pierde y que luego se descubre que había sido asesinada por su niñera, Caroline Reid Robertson, quien se había obsesionado con ella.
En el 2010 se unió al elenco de la primera temporada de la serie Love/Hate donde interpretó a Mary Tracey, hasta la segunda temporada en el 2011.
En el 2011 se unió al elenco de la serie Primeval donde interpretó a Emily Merchant, una mujer nacida en la época victoriana que se transportó a través del tiempo por las anomalías.
En el 2012 se anunció que se había unido al elenco del piloto de la serie de la ABC Beauty and the Beast donde interpretó a la princesa Grace.
Ese mismo año se unió al elenco principal de la miniserie Titanic donde interpretó a Mary Maloney, la esposa de Jim Maloney (Peter McDonald). También interpretó a Molly O'Sullivan, la acompañante del octavo doctor (Paul McGann) en "Dark Eyes" (audio drama) de la serie Doctor Who.

## Filmografía

### Series de Televisión
| Año         | Título                | Personaje              | Notas                                       |
| ----------- | --------------------- | ---------------------- | ------------------------------------------- |
| 2016        | The Fall              | Wallace                | 5 episodios                                 |
| 2015 - 2016 | Humans                | D.I. Karen Voss        | Elenco principal 16 episodios               |
| 2015        | Rebellion             | Frances O'Flaherty     | 6 episodios                                 |
| 2012        | Threesome             | Julie                  | episodio "Alice's Friend"                   |
| 2012        | Titanic               | Mary Maloney           | 4 episodios - miniserie                     |
| 2010 - 2011 | Love/Hate             | Mary Tracey            | 10 episodios                                |
| 2011        | Primeval              | Emily Merchant         | 9 episodios                                 |
| 2009        | Rásaí na Gaillimhe    | Garda Aoife Ní Chaoimh | 4 episodios                                 |
| 2009        | Plus One              | Laura                  | 5 episodios                                 |
| 2006 - 2007 | The Innocence Project | Beth McNair            | 8 episodios                                 |
| 2006        | Legend                | Jacinta                | 6 episodios                                 |
| 2006        | Stardust              | Antoinette Keegan      | miniserie                                   |
| 2005        | The Golden Hour       | Erin Cooper            | episodio # 1.2                              |
| 2004        | Love Is the Drug      | Brenda                 | 4 episodios                                 |
| 2003        | The Clinic            | Moya Cassidy           | 3 episodios                                 |
| 2002        | Ultimate Force        | Georgia Gracey         | episodio "The Killing of a One-Eyed Bookie" |

### Películas
| Año  | Título                         | Personaje               | Notas |
| ---- | ------------------------------ | ----------------------- | --- |
| 2022 | El prodigio                    | Maggie Ryan             | junto a Florence Pugh y Tom Burke                                                                        |
| 2018 | Agatha and the Truth of Murder | Agatha Christie         | |
| 2016 | Holidays                       |                         | |
| 2015 | Pursuit                        | Gráinne                 | junto a Liam Cunningham, Barry Ward, Owen Roe, Brendan, Gleeson, & David Pearse                          |
| 2013 | Horizon                        | Lauren                  | junto a Cary Elwes, Meg Steedle, Taylor Handley, Natalie Lisinska, Mark Famiglietti & Josh Braaten       |
| 2013 | Breakfast Wine                 | -                       | corto - junto a Dylan Moran, David Pearse & Pat Shortt                                                   |
| 2013 | The Sea                        | Claire                  | junto a Bonnie Wright, Natascha McElhone, Ciarán Hinds, Rufus Sewell, Charlotte Rampling & Sinéad Cusack |
| 2013 | Big Thunder                    | -                       | junto a Spencer Locke, Ana de la Reguera, Edward MacLiam, Darren Shahlavi, Alex Meraz & Zahn McClarnon   |
| 2012 | Grabbers                       | Garda Lisa Nolan        | junto a Richard Coyle, Russell Tovey, Lalor Roddy, David Pearse, Bronagh Gallagher & Pascal Scott        |
| 2012 | Beauty and the Beast           | Grace                   | junto a Alan Dale, Colin Lawrence & Christopher Egan                                                     |
| 2009 | Love                           | Sal                     | corto - junto a Robert Kazinsky, Martin Hancock & Elly Fairman                                           |
| 2009 | In Her Skin                    | Caroline Reid Robertson | junto a Guy Pearce, Miranda Otto, Sam Neill, Kate Bell, Khan Chittenden, Justine Clarke & Rebecca Gibney |
| 2008 | Alarm                          | Molly                   | junto a Aidan Turner, Owen Roe, Tom Hickey & Anita Reeves                                                |
| 2006 | Flyboys                        | Laura                   | junto a James Franco, Philip Winchester, Martin Henderson, Jean Reno & Gunnar Winbergh                   |
| 2005 | Showbands                      | Maggie                  | junto a Liam Cunningham, Kerry Katona, Tina Kellegher, Hugh O'Conor & Rory Keenan                        |
| 2002 | Sinners                        | Angela                  | junto a Anne-Marie Duff, Bronagh Gallagher, John Kavanagh, Tina Kellegher & Michael Colgan               |

## Premios y nominaciones
| Año  | Categoría                                       | Premio                                  | Película           | Resultado |
| ---- | ----------------------------------------------- | --------------------------------------- | ------------------ | --------- |
| 2013 | Best Actress Film                               | IFTA Award                              | Grabbers           | Ganó      |
| 2011 | Best Actress in a Lead Role in Film/Television  | IFTA Award                              | Love/Hate          | Nominada  |
| 2011 | Best Actress                                    | Milan International Film Festival Award | In Her Skin        | Ganó      |
| 2010 | Best Actress in a Lead Role in Television       | IFTA Award                              | Rásaí na Gaillimhe | Nominada  |
| 2007 | Best Actress in a Supporting Role in Television | IFTA Award                              | Stardust           | Ganó      |
| 2007 | Best Actress in a Lead Role in Television       | IFTA Award                              | Legend             | Nominada  |